# والبر مندز فریرا
والبر مندز فریرا (به پرتغالی: Válber Mendes Ferreira) هافبک اهل برزیل است که در شهر سائو لوئیس، مارانهاو  و در تاریخ ۲۲ سپتامبر ۱۹۸۱ به دنیا آمده‌است.
والبر مندز فریرا در تیم‌های فوتبال ASA سابقهٔ حضور دارد.